# 130

## Naixements
- 15 de desembre (Roma): Luci Aureli Ver, nascut amb el nom de Luci Ceioni Còmmode, emperador romà.[1]

## Necrològiques

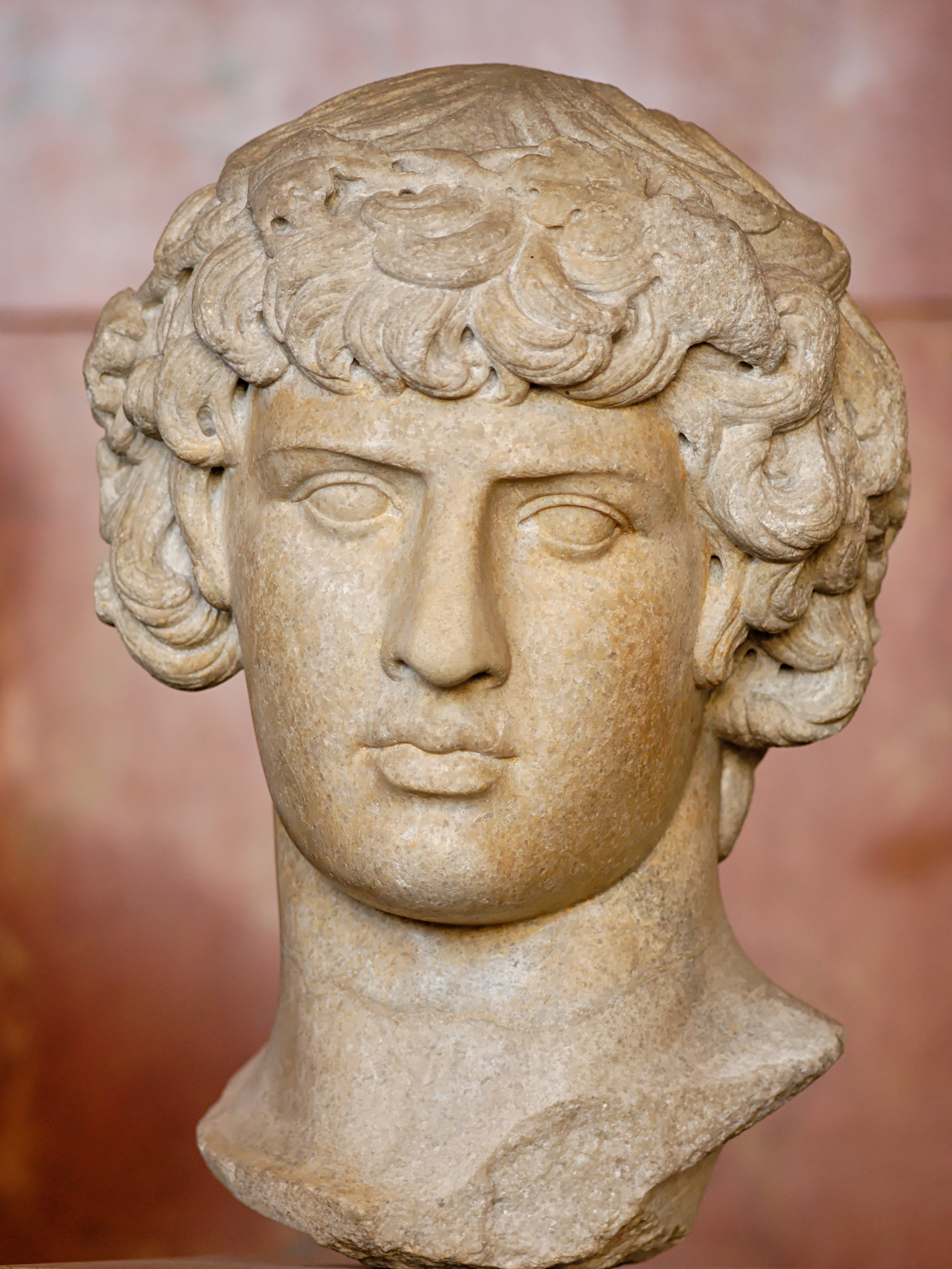
Bust d'Antínous

- Antínous, amant de l'emperador romà Hadrià, mor ofegat al Nil.[2]
- Keikō, emperador del Japó.